# Mușchiul supraspinos

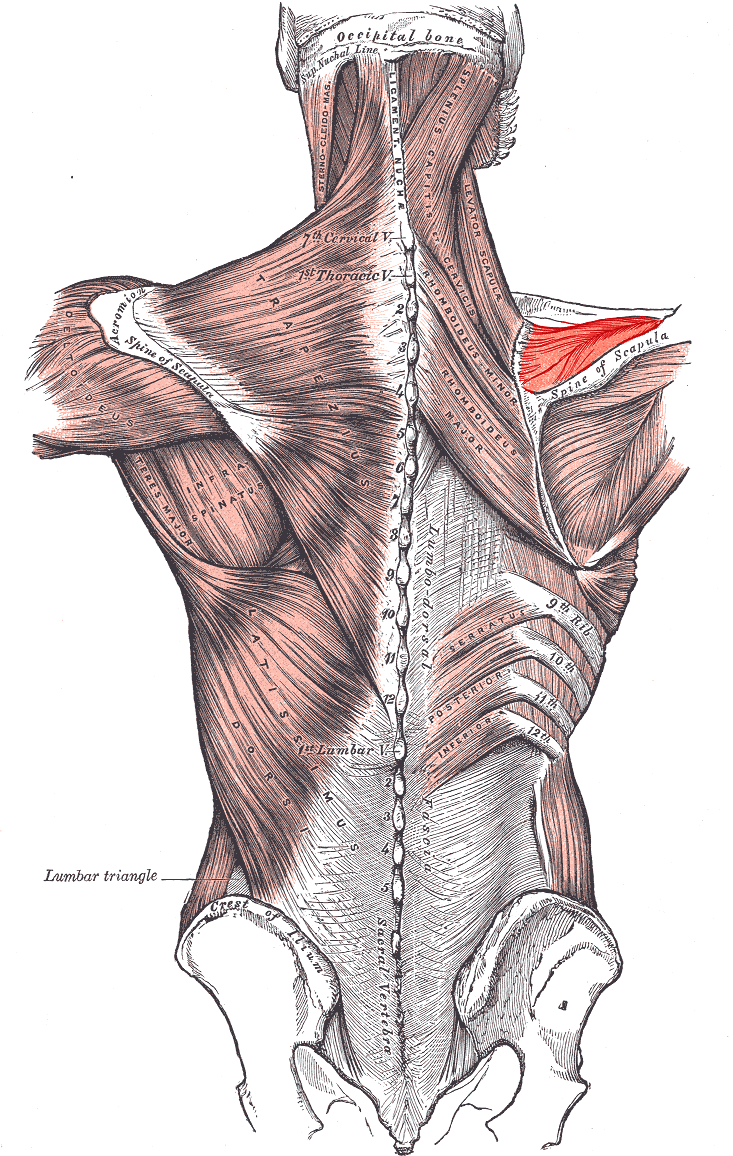
Mușchiul supraspinos (în roșu)

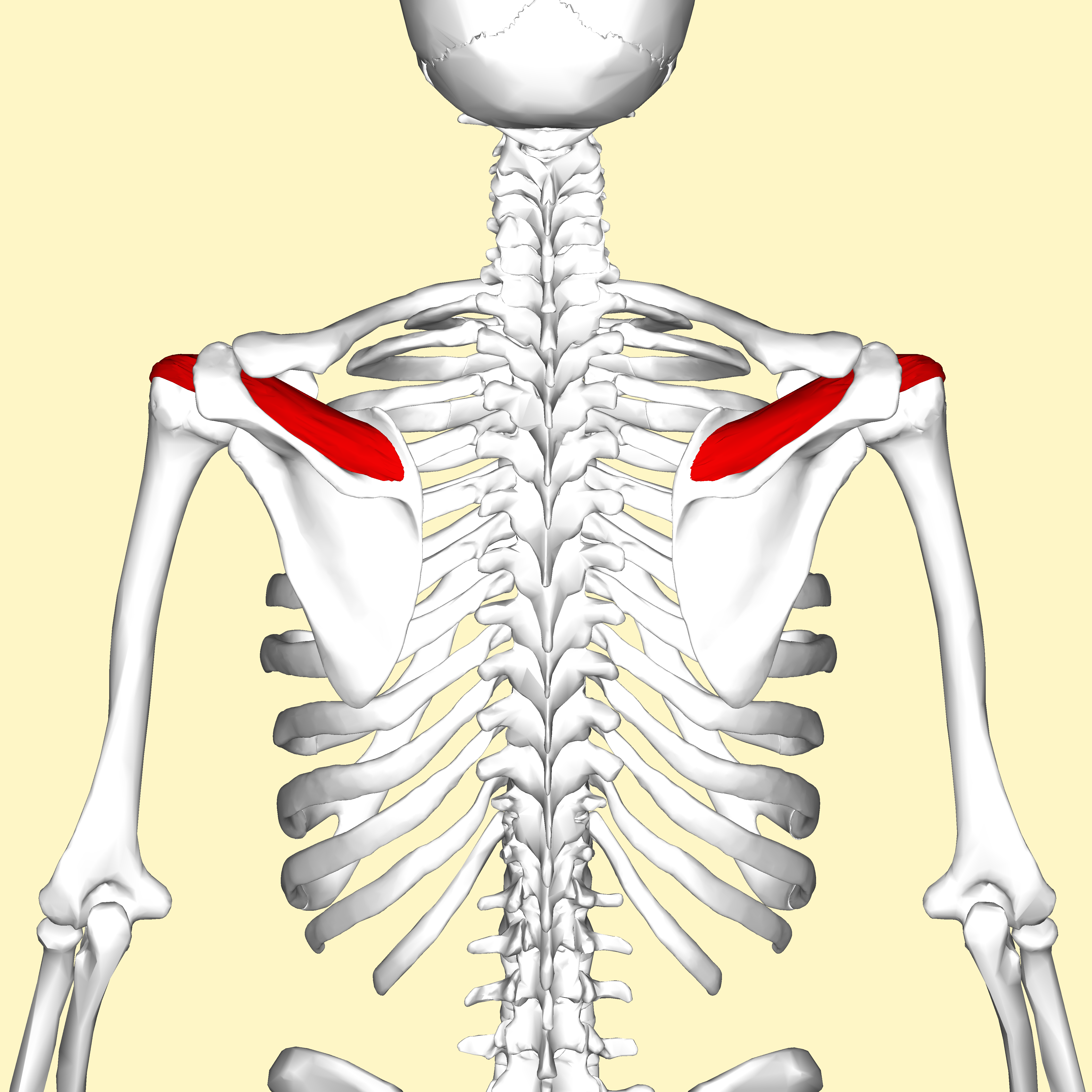
Mușchiul supraspinos (în roșu)

Mușchiul supraspinos (Musculus supraspinatus) este un mușchi abductor triunghiular al umărului așezat în fosa supraspinoasă (Fossa supraspinata) a scapulei.

## Inserții
Are originea în fosa supraspinoasă (Fossa supraspinata) a scapulei și pe fascia cu caracter de aponevroză care îl acoperă. Fibrele musculare se îndreaptă anterior și lateral trecând peste capsula articulației scapulohumerale (Articulatio humeri), căreia îi trimite câteva fascicule musculare și converg într-un tendon ce se inseră pe fețișoara superioară de pe tuberculul mare al humerusului (Tuberculum majus humeri).

## Raporturi
Mușchiul supraspinos este acoperit de mușchiul trapez (Musculus trapezius) și acoperă fosa supraspinoasă a scapulei și capsula articulației scapulohumerale (Articulatio humeri).

## Inervație
Inervația este asigurată de o ramură din nervul suprascapular (Nervus suprascapularis), ramură colaterală a plexului brahial (neuromerul C5—C6).

## Acțiune
Este un abductor al brațului în articulația scapulohumerală, însă cu o acțiune limitată ca extindere. El începe doar mișcarea de abducție care este continuată de mușchiul deltoid (Musculus deltoideus). În paralizia mușchiului deltoid îl poate înlocui parțial; are rolul unui ligament activ menținând capul humeral în cavitatea glenoidă.
Este și un tensor al capsulei articulare a articulației scapulohumerale; inserându-se și pe capsulă, o ferește să fie prinsă între suprafețele articulare în mișcările din articulația umărului.